# Pau (kommun i Spanien, Katalonien, Província de Girona, lat 42,32, long 3,12)
Pau är en kommun i Spanien.   Den ligger i provinsen Província de Girona och regionen Katalonien, i den östra delen av landet, 600 km öster om huvudstaden Madrid. Antalet invånare är 597.